# Babica kokošica
Babica kokošica (lat. Aidablennius sphynx) riba je koja spada u porodicu slingurki (Blenniidae). Ova babica ima sve karakteristike svoje vrste: izduženo tijelo, golo, bez ljusaka i sluzavo, dva kožna roga iznad očiju, a također i karakteristiku da mužjak čuva jajašca. Zeleno smeđe je boje, s plavo obrubljenim tamnijim prugama, te narančastom bojom obrubljena tamnozelena mrlja na škržnom poklopcu. Živi u plićaku, u procjepima i rupama, često u praznim rupama od prstaca. Naraste do 8,0 cm duljine.
Ova vrsta živi na obalama istočnog Atlantika, od Maroka, pa do Portugala, te na cijelom Mediteranu, Mramornom i Crnom moru.

## Vanjske poveznice
|  | Zajednički poslužitelj ima još gradiva o temi Babica kokošica |
|  | Wikivrste imaju podatke o taksonu Babica kokošica             |